# 2024년 하계 올림픽 파푸아뉴기니 선수단
파푸아뉴기니는 2024년 7월 26일부터 8월 11일까지 파리에서 열리는 2024년 하계 올림픽에 참가했다. 이는 파푸아뉴기니가 하계 올림픽에 11회 연속 출전하는 것이 된다.

## 출전 선수
| 종목   | 남자 | 여자 | 전체 |
| ------ | ---- | ---- | ---- |
| 육상   | 0    | 1    | 1    |
| 수영   | 1    | 1    | 2    |
| 태권도 | 2    | 0    | 2    |
| 역도   | 1    | 0    | 1    |
| 전체   | 4    | 2    | 6    |

## 매달 집계
| 종목 | 1 | 2 | 3 | 합계 |
| 종목 | ' | ' | ' | '    |
| 종목 | ' | ' | ' | '    |
| 종목 | ' | ' | ' | '    |
| 합계 | ' | ' | ' | '    |

## 같이 보기
- 2024년 하계 올림픽